# Arcybiskup Canterbury
Arcybiskup Canterbury – honorowy zwierzchnik Kościoła Anglii. Biskupstwo powstało w 597 roku, jako biskupstwo katolickie. Po schizmie Henryka VIII arcybiskupi Canterbury sprawują rolę ekumenicznych przywódców Kościoła anglikańskiego, wraz z arcybiskupem Yorku. Metropolita Canterbury nosi tytuł prymasa całej Anglii.

## Historia
Kiedy papież Grzegorz I wysłał św. Augustyna na misję chrystianizacji Anglii, ten znalazł poparcie u chrześcijańskiej królowej Berty. Dzięki ich wspólnym działaniom Augustyn udał się do Canterbury, gdzie w 597 ochrzcił męża Berty, Ethelberta I, nawrócił wielu pogańskich Anglosasów i założył arcybiskupstwo. Wcześniejszy misjonarz w Anglii, Grzegorz z Tours, planował założyć dwa arcybiskupstwa: w Londynie i Yorku, jednak Augustyn stwierdził, że Canterbury lepiej się nada na diecezję dla południowej Anglii.
W wyniku schizmy króla Henryka VIII i po krótkim panowaniu Marii Tudor (rekatolicyzacja), arcybiskupstwo Canterbury zostało przyłączone do Kościoła Anglii i od 1559 roku jest archidiecezją anglikańską.

## Lista arcybiskupów Canterbury

### Arcybiskupi rzymskokatoliccy

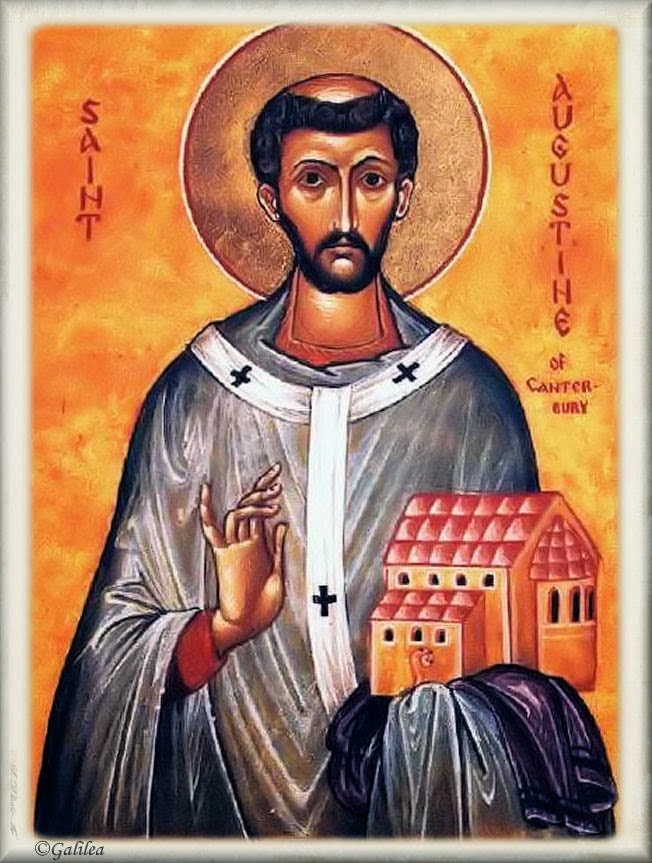
Św. Augustyn, pierwszy arcybiskup Canterbury

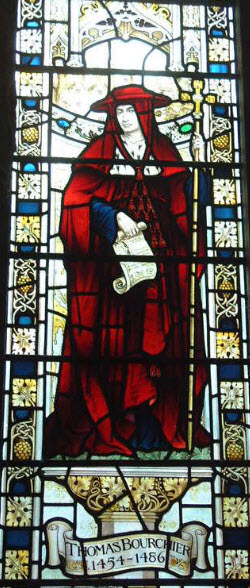
Kardynał Thomas Bourchier, najdłużej urzędujący katolicki arcybiskup Canterbury

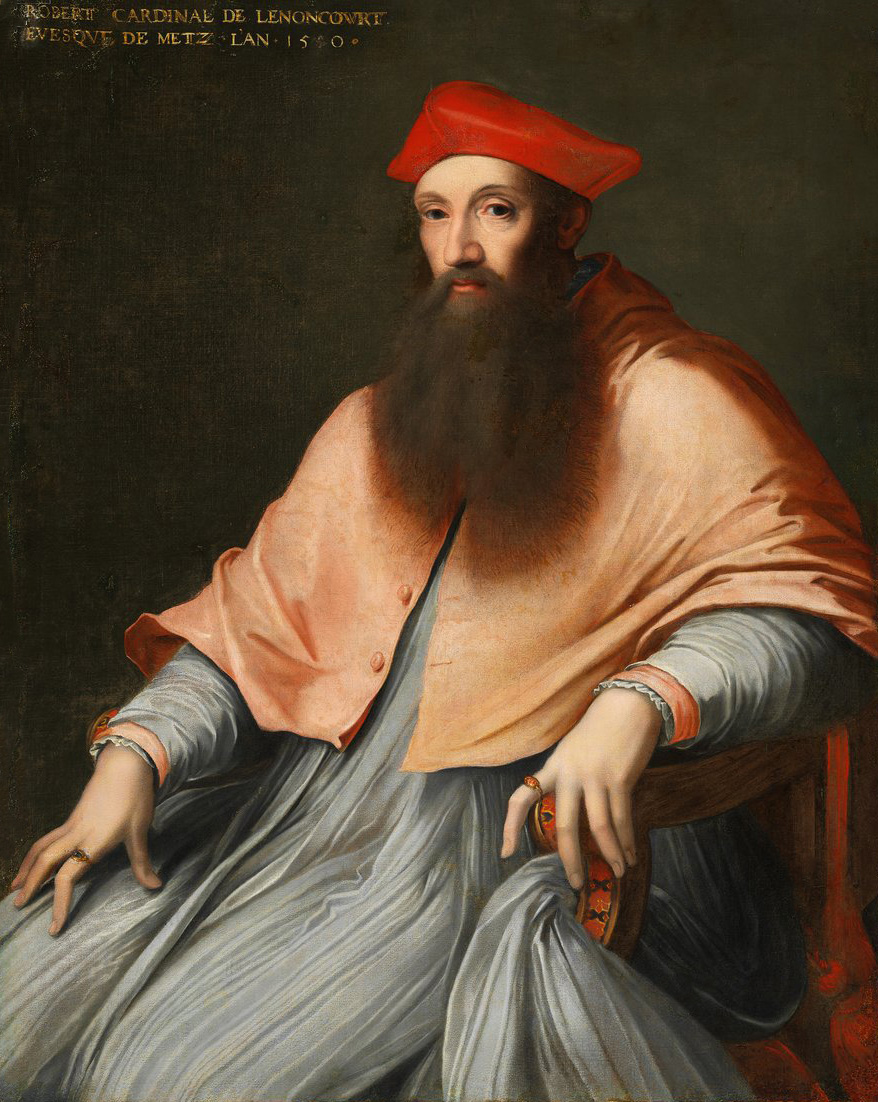
Kardynał Reginald Pole, ostatni rzymskokatolicki arcybiskup Canterbury

- 597–604/605 – Augustyn z Canterbury
- 605–619 – Wawrzyniec
- 619–624 – Mellit
- 624–627 – Justus
- 627–653 – Honoriusz
- 655–664 – Deusdedit
- 664 – Wighard (zmarł przed konsekracją)
- 664–668 – wakat
- 668–690 – Teodor z Tarsu
- 693–731 – Bertwald
- 731–734 – Tatwin
- 735–740 – Nothelm
- 741–758 – Kutbert
- 759–764 – Bregwin
- 766–791 – Jaenbert
- 793–805 – Æthelhard
- 805–832 – Wulfred
- 832 – Syred
- 832 – Feologild
- 832–870 – Ceolnoth
- 870–889 – Æthelred
- 890–914 – Plegmund
- 914–923 – Athelm
- 923–941 – Wulfhelm
- 942–958 – Odo
- 958–959 – Aelfsige I
- 959 – Byrhthelm
- 960–988 – św. Dunstan
- 988–989 – Athelgar
- 990–994 – Sigeric
- 995–1005 – Ælfric z Abingdon
- 1006–1012 – Alphege
- 1013–1020 – Lyfing
- 1020–1038 – Æthelnoth
- 1038–1050 – Edsige
- 1051–1052 – Robert z Jumieges
- 1052–1070 – Stigand
- 1070–1089 – Lanfrank z Bec
- 1093–1109 – Anzelm
- 1114–1122 – Ralph
- 1123–1136 – William de Corbeil
- 1139–1161 – Theobald z Becku
- 1162–1170 – Tomasz Becket
- 1174–1184 – Ryszard
- 1185–1190 – Baldwin
- 1191 – Reginald Fitz Jocelin
- 1193–1205 – Hubert Walter
- 1205–1206 – Reginald
- 1206–1207 – John Grey
- 1207–1228 – Stephen Langton
- 1229 – Richard le Grant
- 1229–1231 – Walter d'Eynsham
- 1231 – Ralph Neville
- 1232 – John z Sittingbourne
- 1232 – John Blund
- 1233–1240 – Edmund Rich
- 1240–1270 – Bonifacy
- 1270 – William Chillenden
- 1273–1278 – Robert Kilwardby
- 1278 – Robert Burnel
- 1279–1292 – John Peckham
- 1294–1313 – Robert Winchelsey
- 1313 – Thomas Cobham
- 1313–1327 – Walter Reynolds
- 1328–1333 – Simon Mepeham
- 1333–1348 – John de Stratford
- 1348–1349 – John de Ufford
- 1349 – Thomas Bradwardine
- 1349–1366 – Simon Islip
- 1366 – William Edington
- 1366–1368 – Simon Langham
- 1368–1374 – William Whittlesey
- 1375–1381 – Simon Sudbury
- 1381–1396 – William Courtenay
- 1397–1398 – Thomas Arundel
- 1396–1398 – Roger Walden
- 1397–1414 – Thomas Arundel
- 1414–1443 – Henryk Chichele
- 1443–1452 – John Stafford
- 1452–1454 – John Kempe
- 1454–1486 – Thomas Bourchier
- 1486–1500 – John Morton
- 1501 – Thomas Langton
- 1501–1503 – Henry Dean
- 1503–1532 – William Warham
- 1533–1535 – Thomas Cranmer (od 1535 jako biskup anglikański)
- 1557–1558 – Reginald Pole

### Arcybiskupi anglikańscy
- 1535–1556 – Thomas Cranmer
- 1559–1575 – Matthew Parker
- 1575–1583 – Edmund Grindal
- 1583–1604 – John Whitgift
- 1604–1610 – Richard Bancroft
- 1611–1633 – George Abbot
- 1633–1645 – William Laud
- 1660–1663 – William Juxon
- 1663–1677 – Gilbert Sheldon
- 1678–1691 – William Sancroft
- 1691–1694 – John Tillotson
- 1694–1715 – Thomas Tenison
- 1716–1737 – William Wake
- 1737–1747 – John Potter
- 1747–1757 – Thomas Herring
- 1757–1758 – Matthew Hutton
- 1758–1768 – Thomas Secker
- 1768–1783 – Frederick Cornwallis
- 1783–1805 – John Moore

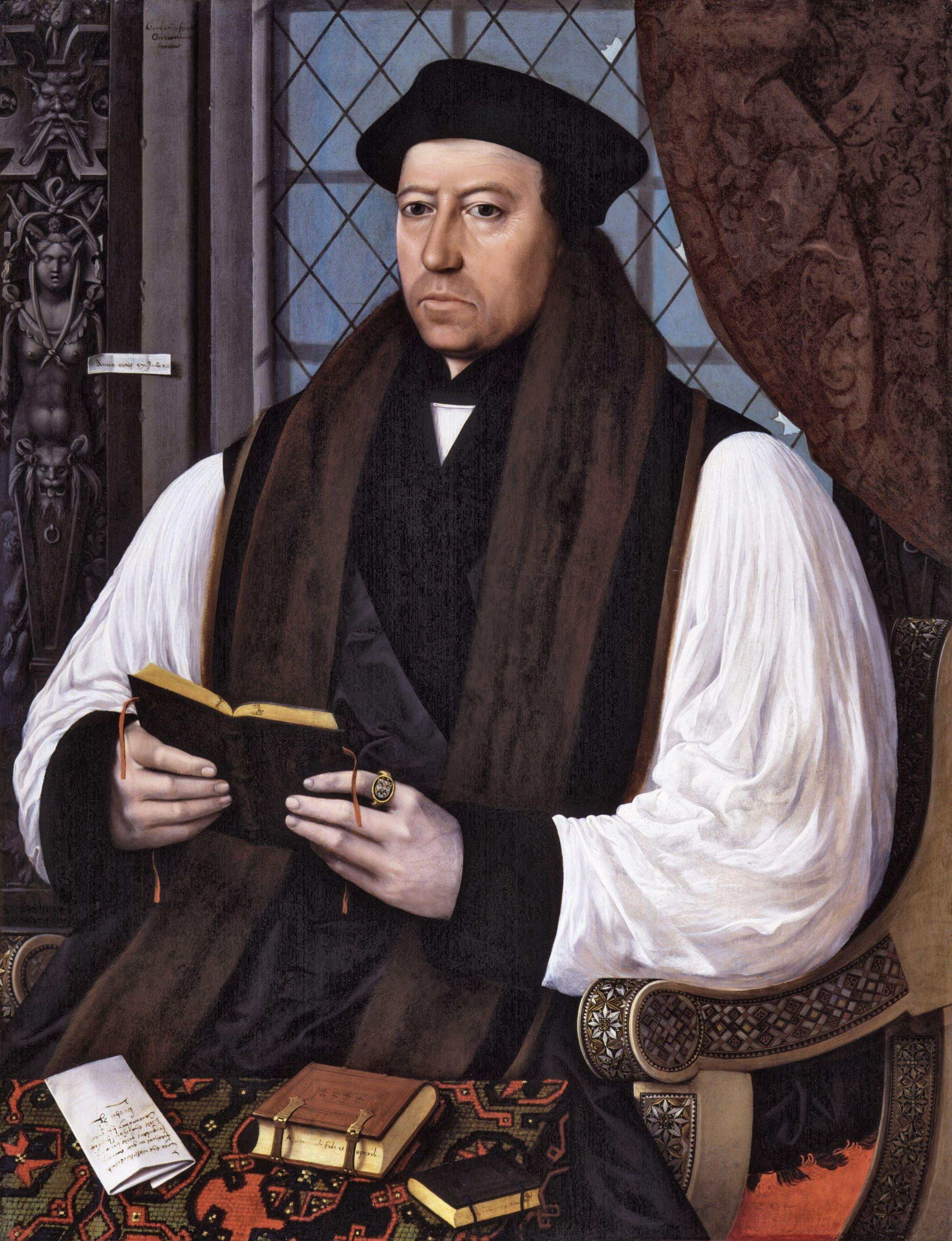
Thomas Cranmer, jako arcybiskup Canterbury wypowiedział papieżowi posłuszeństwo w 1535 roku

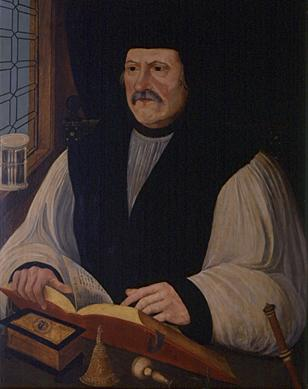
Matthew Parker, pierwszy anglikański arcybiskup Canterbury po próbie rekatolizacji kraju

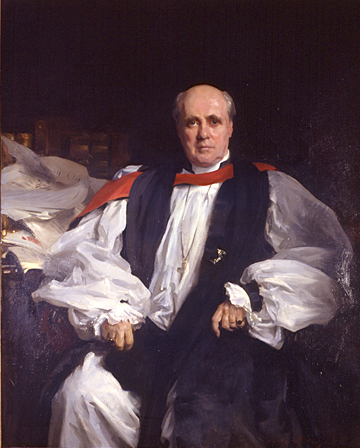
Randall Thomas Davidson, najdłużej urzędujący anglikański arcybiskup Canterbury

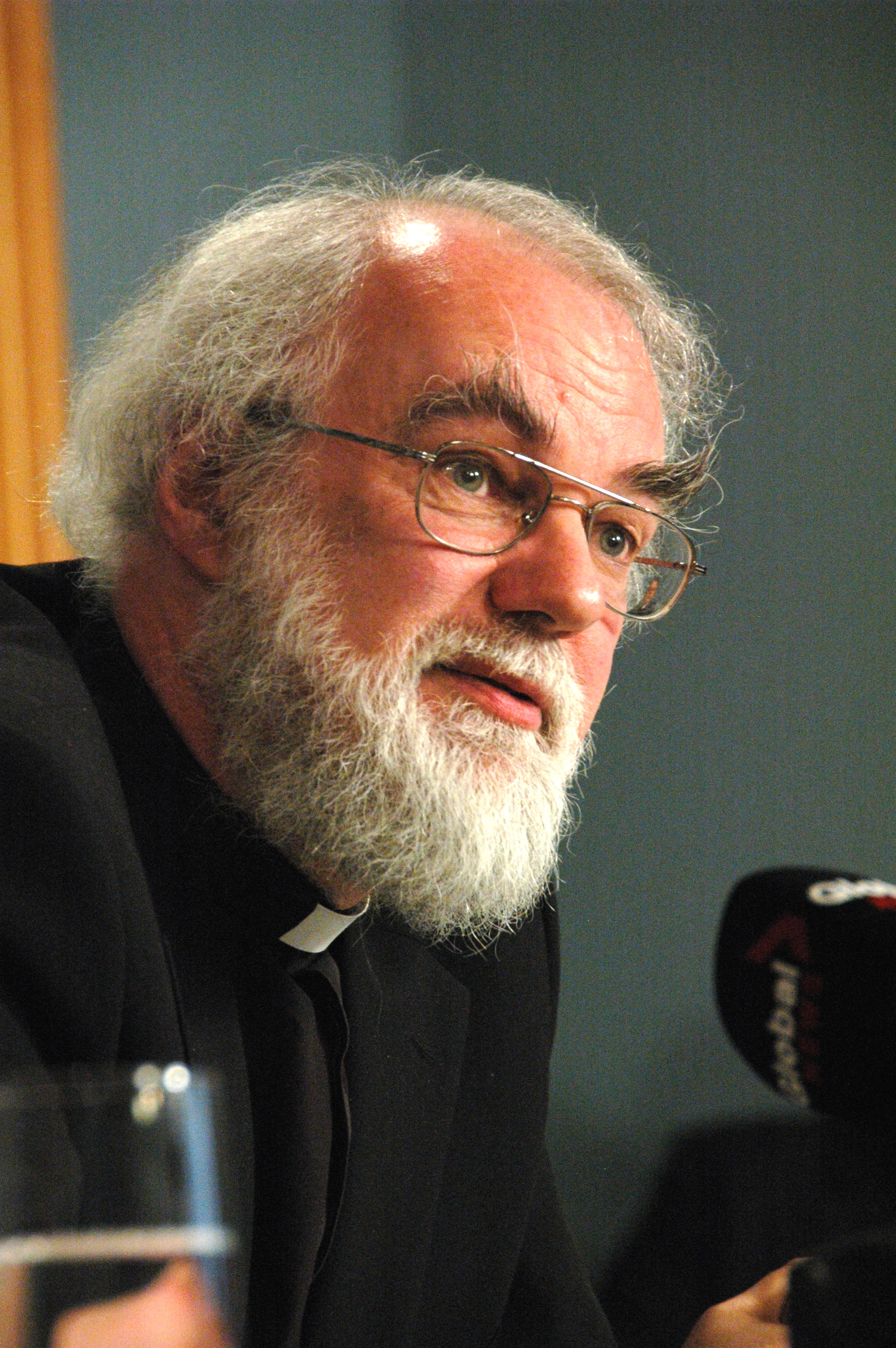
Rowan Williams, jeden z ostatnich arcybiskupów Canterbury

- 1805–1828 – Charles Manners-Sutton
- 1828–1848 – William Howley
- 1848–1862 – John Bird Sumner
- 1862–1868 – Charles Thomas Longley
- 1868–1882 – Archibald Campbell Tait
- 1883–1896 – Edward White Benson
- 1896–1902 – Frederick Temple
- 1903–1928 – Randall Thomas Davidson
- 1928–1942 – William Cosmo Gordon Lang
- 1942–1944 – William Temple
- 1942–1961 – Geoffrey Francis Fisher
- 1961–1974 – Arthur Michael Ramsey
- 1974–1980 – Frederick Donald Coggan
- 1980–1991 – Robert Alexander Kennedy Runcie
- 1991–2002 – George Leonard Carey
- 2002–2013 – Rowan Williams
- 2013–2025 – Justin Welby
- od 6 stycznia 2025 – brak